# クリストファー・ゲイブル
クリストファー・マイケル・ゲイブル（Christopher Michael Gable, CBE、1940年3月13日 – 1998年10月23日）は、イギリスのバレエダンサー、振付家、俳優である。

## 経歴

### ダンサーとして
ロンドン生まれのゲイブルはロイヤル・バレエ学校で学び、1957年にサドラーズ・ウェルズ・ロイヤル・バレエ団（現在のバーミンガム・ロイヤル・バレエ団）に入団した。1959年にはソリスト、1961年にはプリンシパルに昇格した。
ゲイブルはケネス・マクミラン版『ロメオとジュリエット』でロメオ役を振り付けられた（ただし初演は興行上の理由でルドルフ・ヌレエフがロメオを演じた）他、オッフェンバックのオペレッタ『地獄のオルフェ』のメルキュール役（映像化されDVDが入手可能）、『ラ・フィユ・マル・ガルデ』のコーラス役などが知られる。フレデリック・アシュトンの『二羽の鳩』（1961年）でリン・シーモアと初めてパートナーを組んで以降たびたび共演した。

### 俳優として
ゲイブルは足の慢性リウマチに苦しんだことから1967年にロイヤル・バレエ団を退団し、俳優の道に進んだ。ケン・ラッセル監督のテレビ番組や映画多数に出演し、BBC映画『Song of Summer』（1968年）や『Dance of the Seven Veils』（1970年）の他、『恋する女たち』（1969年）、『The Music Lovers』（1971年）、『The Boy Friend』（1971年）、『白蛇伝説』（1988年）、『レインボウ』（1989年）などが有名である。その他、1976年のミュージカル映画『シンデレラ』ではエドワード王子の友人・従者であるジョン役、1983年の映画『ワグナー』では作曲家ペーター・コルネリウス役、1983年にBBCが制作したテレビ版『地獄のオルフェ』でメルキュール役、そして1984年の『ドクター・フー』のエピソード「アンドロザニの洞窟」で悪役のシャラズ・ジェクを演じた。また、1974年にはウェスト・エンド・シアターのミュージカル『The Good Companions』にも出演している。

### ダンスへの回帰
1982年、ゲイブルはアン・スタナードと共にセントラル・スクール・オブ・バレエを設立した。その5年後には、ノーザン・バレエ・シアター（現ノーザン・バレエ団）の芸術監督となった。ゲイブルは、想像力に富む新作を発表しつつ古典作品を印象的な演出でリバイバル上演することによって、地方の小バレエ団をイギリス国内でも有数のバレエ団に押し上げた。芸術監督を務めた11年間のうちに、『白鳥の湖』、『クリスマス・キャロル』、『The Brontes』、『The Amazing Adventure of Don Quixote』、『ドラキュラ』、『ジゼル』、『ノートルダムのせむし男』を演目に据えた。ゲイブルが改訂・演出した作品には、アトランタ・バレエ団やロイヤル・ニュージーランド・バレエ団などで上演されたものもある。また、1984年のイギリスのTVシリーズ『A Woman of Substance』でアーサー・エインズリー役を演じている。

## 私生活
ダンサーのキャロル・ニーダムと結婚した。

## 死
ヨークシャー州ハリファクス近郊で、ガンのため58歳で亡くなった。

## 映画
| 年     | タイトル 原題                                                    | 配役                       | 備考           |
| ------ | ---------------------------------------------------------------- | -------------------------- | -------------- |
| 1969年 | 恋する女たち Women in Love                                       | ティビー・ラプトン         |                |
| 1970年 | シャーロック・ホームズの冒険 The Private Life of Sherlock Holmes | ダンスール・ノーベル       | クレジットなし |
| 1971年 | The Music Lovers                                                 | アントン・チルフスキー伯爵 |                |
| 1971年 | The Boy Friend                                                   | トニー                     |                |
| 1976年 | シンデレラ The Slipper and the Rose: The Story of Cinderella     | ジョン                     |                |
| 1988年 | 白蛇伝説 The Lair of the White Worm                              | ジョー・トレント           |                |
| 1989年 | レインボウ The Rainbow                                           | ウィル・ブランウェン       | 最後の映画出演 |

## 受賞歴
1996年にダンスにおける貢献に対して大英帝国勲章コマンダー章を授与された。また、その翌年にはブラッドフォード大学から名誉文学博士号を授与された。